# Permission clandestine
Pour les articles homonymes, voir Permission.
En France, sous l'Ancien Régime, la « permission clandestine » désigne une permission officieuse que l'on accorde à la publication de certains ouvrages plus ou moins mal vus. Bien que ces ouvrages ne soient pas officiellement autorisés, les autorités décident alors de fermer les yeux sur leur impression.

## Présentation
Dans les faits, ces « permissions clandestines » sont octroyées par des personnes n'ayant pas autorité pour les accorder, mais la Chancellerie, pourtant au courant, ferme les yeux et ne remet pas en cause ces autorisations. Ceci permet une gestion de la situation au cas par cas, pour ne pas interdire un ouvrage dont les idées sont désapprouvées par le pouvoir, mais qui ne paraît pas pour autant véhiculer d'idées dangereuses. 
Les Provinciales de Pascal (1656-1657) constituent un exemple de permission clandestine suivie d'une interdiction à la suite d'un revirement du pouvoir.